# The Lucy Show (gruppo musicale)
I The Lucy Show sono stati un gruppo musicale britannico formatosi nel 1983 a Londra e scioltosi nel 1988.

## Formazione

### Ultima
- Mark Bandola – voce, chitarra, tastiera (1983-1988)
- Rob Vandeven – voce, basso (1983-1988)

### Ex componenti
- Pete Barraclough – chitarra, tastiera (1983-1987)
- Bryan Hudspeth – batteria, percussioni (1983-1987)
- Paul Rigby – batteria, percussioni (1983)

## Discografia

### Album in studio
- 1984 – ...Undone
- 1986 – Mania

### Album dal vivo
- 1987 – Live, Bath, Moles Club

### Raccolte
- 2011 – Remembrances

### EP
- 1984 – Extended Play

### Singoli
- 1983 – Leonardo da Vinci/Kill the Beast
- 1984 – See It Goes
- 1984 – Electric Dreams
- 1985 – Ephemeral (This Is No Heaven)
- 1985 – Undone
- 1986 – A Million Things
- 1986 – New Message
- 1988 – Wherever Your Heart Will Go